# Solymosi Ernő
Solymosi Ernő (Diósgyőr-Vasgyár, 1940. június 21. – 2011. február 19.) olimpiai és Európa-bajnoki bronzérmes magyar labdarúgó. A Belügyminisztérium munkatársa, a Kormányőrség tagja volt.

## Pályafutása

### Klubcsapatban
1952-ben kezdte a labdarúgást Diósgyőrött, ahol 1958-ban mutatkozott be az élvonalban. 1960-ban, már olimpiai bronzérmesként a Ferencvároshoz készült igazolni, de az akkori sportvezetés ezt nem engedélyezte, így került 1961-ben Újpesti Dózsához, ahol háromszor lett bajnok és kétszer MNK győztes a csapattal.
1961-1962-es KEK kiírásban a csapat az elődöntőig jutott. 1968-1969-es VVK szezonban, a döntőben a Newcastle United-del szemben maradtak alul.
1971 és 1972 között a Pécsi Dózsa együttesében játszott és fejezte be az aktív labdarúgást.

### A válogatottban
A magyar válogatottban 1960 és 1968 között 38 alkalommal szerepelt és 7 gólt szerzett. 1960-ban a római olimpián a bronzérmes csapat tagja (5-szörös olimpiai válogatott). 1962-ben a chilei világbajnokságon ötödik helyezést ért el a válogatottal. 1964-ben a spanyolországi Európa-bajnokságon a bronzérmes csapat tagja.

### A civil életben
Az aktív sportolás befejeztével kormányőrként dolgozott tovább, testőre volt Lázár Györgynek.

## Sikerei, díjai

### Játékosként
- olimpiai bronzérmes (1960, Róma)
- Világbajnoki 5. (1962, Chile)
- Európa-bajnoki 3. (1964, Spanyolország)
- Magyar bajnok (1969, 1970 tavasz, 1970-1971)
- Magyar Népköztársasági Kupa-győztes (1969, 1970)
- VVK-döntős (1968-1969)
- KEK-elődöntős (1961-1962)

## Statisztika

### Mérkőzései a válogatottban
| Magyarország | Magyarország         | Magyarország                          | Magyarország  | Magyarország | Magyarország  | Magyarország        | Magyarország | Magyarország   |
| #            | Dátum                | Helyszín                              | Hazai         | Eredmény     | Vendég        | Kiírás              | Gólok        | Esemény        |
| ------------ | -------------------- | ------------------------------------- | ------------- | ------------ | ------------- | ------------------- | ------------ | -------------- |
|              | 1960. augusztus 29.  | Nápoly (ITA)                          | Magyarország  | 6 – 2        | Peru          | olimpiai D csoport  | -            |                |
|              | 1960. szeptember 1.  | Róma (ITA)                            | Magyarország  | 7 – 0        | Franciaország | olimpiai D csoport  | -            |                |
|              | 1960. szeptember 9.  | Róma                                  | Olaszország   | 1 – 2        | Magyarország  | olimpiai 3. helyért | -            |                |
| 1.           | 1960. november 13.   | Budapest, Népstadion                  | Magyarország  | 4 – 1        | Lengyelország | barátságos          | -            |                |
| 2.           | 1960. november 20.   | Budapest, Népstadion                  | Magyarország  | 2 – 0        | Ausztria      | barátságos          | -            |                |
| 3.           | 1961. február 17.    | Kairó, Olimpiai Stadion               | Egyiptom      | 0 – 2        | Magyarország  | barátságos          | -            |                |
| 4.           | 1961. április 16.    | Budapest, Megyer úti Stadion          | Magyarország  | 2 – 0        | NDK           | vb-selejtező        | -            |                |
| 5.           | 1961. április 30.    | Rotterdam, Feijenoord Stadion         | Hollandia     | 0 – 3        | Magyarország  | vb-selejtező        | -            |                |
| 6.           | 1961. május 7.       | Belgrád, JNA-stadion                  | Jugoszlávia   | 2 – 4        | Magyarország  | barátságos          | -            |                |
| 7.           | 1961. május 28.      | Budapest, Népstadion                  | Magyarország  | 3 – 2        | Wales         | barátságos          | 1            | 1'             |
| 8.           | 1961. június 11.     | Budapest, Népstadion                  | Magyarország  | 1 – 2        | Ausztria      | barátságos          | -            |                |
| 9.           | 1961. szeptember 10. | Berlin, Walter Ulbricht Stadion       | NDK           | 2 – 3        | Magyarország  | vb-selejtező        | 1            | 43'            |
| 10.          | 1961. október 8.     | Bécs, Práter-stadion                  | Ausztria      | 2 – 1        | Magyarország  | barátságos          | -            |                |
| 11.          | 1961. október 22.    | Budapest, Népstadion                  | Magyarország  | 3 – 3        | Hollandia     | vb-selejtező        | -            |                |
| 12.          | 1961. december 9.    | Santiago, Estadio Nacional            | Chile         | 5 – 1        | Magyarország  | barátságos          | -            |                |
| 13.          | 1961. december 13.   | Santiago, Estadio Nacional            | Chile         | 0 – 0        | Magyarország  | barátságos          | -            |                |
| 14.          | 1961. december 23.   | Montevideo, Estadio Centenario        | Uruguay       | 1 – 1        | Magyarország  | barátságos          | 1            | 56'            |
| 15.          | 1962. április 18.    | Budapest, Népstadion                  | Magyarország  | 1 – 1        | Uruguay       | barátságos          | -            |                |
| 16.          | 1962. április 29.    | Budapest, Népstadion                  | Magyarország  | 2 – 1        | Törökország   | barátságos          | 1            | 31'            |
| 17.          | 1962. május 31.      | Rancagua, Estadio El Teniente (CHI)   | Magyarország  | 2 – 1        | Anglia        | vb-csoportkör       | -            |                |
| 18.          | 1962. június 3.      | Rancagua, Estadio El Teniente (CHI)   | Magyarország  | 6 – 1        | Bulgária      | vb-csoportkör       | 1            | 12'            |
| 19.          | 1962. június 6.      | Rancagua, Estadio El Teniente (CHI)   | Magyarország  | 0 – 0        | Argentína     | vb-csoportkör       | -            |                |
| 20.          | 1962. június 10.     | Rancagua, Estadio El Teniente (CHI)   | Magyarország  | 0 – 1        | Csehszlovákia | vb-negyeddöntő      | -            |                |
| 21.          | 1962. szeptember 2.  | Poznań, Warta-stadion                 | Lengyelország | 0 – 2        | Magyarország  | barátságos          | -            |                |
| 22.          | 1962. október 14.    | Budapest, Népstadion                  | Magyarország  | 0 – 1        | Jugoszlávia   | barátságos          | -            |                |
| 23.          | 1962. október 28.    | Budapest, Népstadion                  | Magyarország  | 2 – 0        | Ausztria      | barátságos          | -            |                |
| 24.          | 1962. november 7.    | Budapest, Népstadion                  | Magyarország  | 3 – 1        | Wales         | NEK-selejtező       | -            |                |
| 25.          | 1962. november 11.   | Párizs, Colombes Stadion              | Franciaország | 2 – 3        | Magyarország  | barátságos          | -            |                |
| 26.          | 1963. március 20.    | Cardiff, Ninian Park                  | Wales         | 1 – 1        | Magyarország  | NEK-selejtező       | -            |                |
| 27.          | 1963. május 5.       | Stockholm, Råsunda Stadion            | Svédország    | 2 – 1        | Magyarország  | barátságos          | -            |                |
| 28.          | 1963. május 19.      | Budapest, Népstadion                  | Magyarország  | 6 – 0        | Dánia         | barátságos          | 1            | 83'            |
| 29.          | 1963. október 19.    | Kelet-Berlin, Walter Ulbricht Stadion | NDK           | 1 – 2        | Magyarország  | NEK-selejtező       | -            |                |
| 30.          | 1963. október 27.    | Budapest, Népstadion                  | Magyarország  | 2 – 1        | Ausztria      | barátságos          | -            |                |
| 31.          | 1963. november 3.    | Budapest, Népstadion                  | Magyarország  | 3 – 3        | NDK           | NEK-selejtező       | 1            | 50' (11-esből) |
| 32.          | 1964. június 20.     | Barcelona, Camp Nou (ESP)             | Magyarország  | 3 – 1        | Dánia         | NEK 3. helyért      | -            |                |
| 33.          | 1964. október 4.     | Bern, Wankdorf-stadion                | Svájc         | 0 – 2        | Magyarország  | barátságos          | -            |                |
| 34.          | 1964. október 11.    | Budapest, Népstadion                  | Magyarország  | 2 – 2        | Csehszlovákia | barátságos          | -            |                |
| 35.          | 1964. október 25.    | Budapest, Népstadion                  | Magyarország  | 2 – 1        | Jugoszlávia   | barátságos          | -            |                |
| 36.          | 1965. június 27.     | Budapest, Népstadion                  | Magyarország  | 2 – 1        | Olaszország   | barátságos          | -            | 54'            |
| 37.          | 1968. május 4.       | Budapest, Népstadion                  | Magyarország  | 2 – 0        | Szovjetunió   | Eb-selejtező        | -            |                |
| 38.          | 1968. május 11.      | Moszkva, Lenin-stadion                | Szovjetunió   | 3 – 0        | Magyarország  | Eb-selejtező        | -            | 20' (öngól)    |
|              | Összesen             |                                       |               | 38           | mérkőzés      |                     | 7            | gól            |